# Joseph Tainter
Joseph Anthony Tainter (°8 december 1949) is een Amerikaans antropoloog en historicus. 
Tainter behaalde zijn doctoraat in de antropologie aan de Northwestern-universiteit in 1975, en voerde uitvoerig onderzoek naar duurzaamheid. Hij schreef tal van wetenschappelijke artikelen en monografieën.  In zijn meest bekende werk, The Collapse of Complex Societies (1988), onderzoekt hij de instorting van complexe samenlevingen, aan de hand van de teloorgang van de Maya- en Chaco-beschavingen, en van het West-Romeinse Rijk, in termen van netwerktheorie, energie-economie en complexiteitstheorie. Tainter betoogt dat duurzaamheid of ineenstorting van samenlevingen het gevolg is van het succes of het falen van probleemoplossende instellingen en dat samenlevingen instorten wanneer hun investeringen in sociale complexiteit en hun "energiesubsidies" een punt bereiken van afnemend grensnut. Hij definieert “instorting” als de fase waarin een maatschappij onvrijwillig een significant deel van zijn complexiteit verliest.